# Othreis anguina
Othreis anguina är en fjärilsart som beskrevs av William Schaus 1911. Othreis anguina ingår i släktet Othreis och familjen nattflyn. Inga underarter finns listade i Catalogue of Life.